# Herbert Kneifel
Herbert Kneifel (* 17. März 1908 in Enns; † 29. Juni 2010) war ein österreichischer Arzt, Heimatforscher, Archivar und Lokalpolitiker (ÖVP).

## Leben
Kneifel, Sohn des Ennser Stadt- und Gemeindearztes Otto Kneifel, besuchte von 1919 bis 1927 das Stiftsgymnasium Kremsmünster und entdeckte dort sein Interesse für Geschichte. Trotzdem studierte er nach der ausgezeichneten Matura von 1927 bis 1934 an der Universität Wien Medizin. Aus seiner Ehe mit der 1969 verstorbenen Anna stammen zwölf Kinder, ein Sohn ist Bundesrat Gottfried Kneifel. In zweiter Ehe war Kneifel seit 1972 mit Margarita verheiratet. 1980 ging er als Arzt in Pension.
Er war von 1937 bis 1976 Ennser Stadt- und Gemeindearzt, lediglich unterbrochen durch seine Dienstzeit als Truppenarzt bei der 45. Infanterie-Division im Zweiten Weltkrieg (Einsätze in Polen, Frankreich und der Sowjetunion) und die sowjetische Kriegsgefangenschaft von 1944 bis 1947.

## Lokalpolitik und ehrenamtliche Funktionen
- Vizebürgermeister der Stadt Enns (1955 bis 1961)
- Stadtparteiobmann der ÖVP Enns (1971)
- Gründer des ÖVP Seniorenbundes Enns und Ehrenobmann der ÖVP Enns
- Ortsstellenleiter des Roten Kreuzes (1949 bis 1973)
- Korpsarzt der Freiwilligen Feuerwehr (1937 bis 1980)
- Sanitätsreferent des Oberösterreichischen Zivilschutzverbandes (1955 bis 1967)
- Vorstandsmitglied der Oberösterreichischen Ärztekammer (1949 bis 1955)
- Mitglied des Pfarrkirchenrates (1964 bis 1967)
- Mitbegründer und Leiter des Katholischen Bildungswerks Enns (1955 bis 1992)
- Schriftleiter der von ihm mitbegründeten Ennser Pfarrnachrichten „Der Ennser Turm“ (1954 bis 1963)

## Museumsverein Enns Lauriacum
Kneifel wurde 1937 bereits als Student Mitglied des Ennser Museumsvereins und war dort zunächst ab 1949 Schriftführer und 1960 bis 2002 Obmann und Kustos. Für die von ihm begründete Vereinszeitung und wissenschaftliche Publikationsreihe „Mitteilungen des Museumsvereins Enns – Lauriacum“ schrieb er zahlreiche Artikel. Seit 1978 war er Ehrenmitglied und seit 2002 Ehrenobmann des Vereins.
Nach und nach gelang es, das Alte Rathaus der Stadt Enns zur Gänze für Ausstellungszwecke zu gewinnen. Aus einem Vier-Zimmer-Archiv wurde mit Unterstützung der Stadt Enns und unermüdlichen persönlichen Einsatz das stattliche Römermuseum Lauriacum aufgebaut. Es ist eines der ältesten Privatmuseen Österreichs, und der Trägerverein umfasst 600 Mitglieder.
1978 bis 1981 wurde das Museum generalsaniert und 1982 die Oberösterreichische Landesausstellung „Severin zwischen Römerzeit und Völkerwanderung“ dort durchgeführt. 1986 folgte die Gedenkausstellung „800 Jahre Georgenberger Handfeste“.
Kneifel übte seine Tätigkeit im Dienste der Kultur und Wissenschaft in der Stadt Enns und im Bezirk Linz-Land ehrenamtlich, nach seiner Pensionierung als praktischer Arzt in fast ganztägiger Arbeitsleistung für Museum und Stadtarchiv aus und wurde dafür mehrfach ausgezeichnet.

## Publikationen
- Reinhardt Harreither: Festschrift Herbert Kneifel zum 100. Geburtstag. Museumsverein Lauriacum – Enns (Herausgeber), Eigenverlag 2009.
- Kneifel Herbert: Enns – wo der hl. Florian wirkte. Korosa, Enns 2004.
- Kneifel Herbert: Lauriacum, Führer durch die Abteilung Römerzeit Enns. Museumsverein Lauriacum, Enns 1984.
- Kneifel Herbert: Enns – Museumsverein Lauriacum. In: Ausstellungskatalog Stadtmuseum Enns.

Kneifel publizierte insbesondere in der Vereinszeitung „Mitteilungen des Museumsvereins Enns-Lauriacum“, aber auch in diversen Festschriften und Ausstellungskatalogen, im Ennser und Lorcher Pfarrblatt „Der Ennser Turm“, in den „Mitteilungen des Oberösterreichischen Volksbildungswerkes“, in den „Oberösterreichischen Heimatblättern“, in den „Stelzhamerbund Mitteilungen“, in der Kulturzeitschrift „Im Blickpunkt Oberösterreich“, in der Zeitschrift „Heimatgaue“, im Nachrichtenblatt „Pro Austria Romana“ und im Amtsblatt „Amtliche Linzer Zeitung“.

## Auszeichnungen
- Ehrenkreuz für Wissenschaft und Kunst (2009)
- Kulturmedaille des Landes Oberösterreich und Sonderehrung als mit Abstand längstdienender ehrenamtlicher Kulturschaffender im Bundesland Oberösterreich (2001)
- Ehrenbürger der Stadt Enns (1990)
- Berufs- und Ehrentitel Professor (1988)
- Silbernes Ehrenzeichen des Landes Oberösterreich (1982)
- Amtstitel Medizinalrat (1963) und Amtstitel Obermedizinalrat (1981)
- Korrespondierendes Mitglied des Bundesdenkmalamtes (seit 1976)
- Korrespondierendes Mitglied des Österreichischen Archäologischen Instituts (seit 1975)
- Ehrenobmann der ÖVP Enns (1975)
- Konsulent der Oberösterreichischen Landesregierung für Volksbildung und Heimatpflege (seit 1966)
- Verdienstmedaillen und sonstige Ehrenzeichen der Feuerwehr, des Roten Kreuzes, der Landesregierung, der Stadt Enns, der ÖVP, der Union, des Stelzhamer-Bundes u. a.m.:[3]
  - Oberösterreichische Erinnerungsmedaille für persönlichen Einsatz bei der Hochwasserkatastrophe (1954)
  - Goldene Verdienstmedaille des Österreichischen Roten Kreuzes (1957)
  - Goldenes Dienstabzeichen des Österreichischen Roten Kreuzes (1958)
  - Silbernes Ehrenzeichen der Stadt Enns für 25-jährige Tätigkeit als Korpsarzt der Freiwilligen Feuerwehr (1963)
  - Oberösterreichische Feuerwehr-Verdienstmedaille der Landesregierung (1963)
  - Auszeichnung für Verdienste um den Denkmalschutz durch Bundesministerin Dr. Hertha Firnberg (1976)
  - Ehrenzeichen in Gold der Stadt Enns für besondere Leistungen während der 40-jährigen Zugehörigkeit zur Ortsstelle des Roten Kreuzes (1978)
  - Kulturpreis der Stadt Enns anlässlich der Oberösterreichischen Landesausstellung im Museum Lauriacum (1982)
  - Dank und Anerkennung für die 25-jährige Mitgliedschaft beim Oberösterreichischen Wirtschaftsbund (1984)
  - Union-Verdienstzeichen in Gold der Turn- und Sportunion Enns (1987)
  - Ehrenurkunde und Silbernes Ehrenzeichen der Krippenfreunde Oberösterreichs (1988)
  - Goldenes Ehrenzeichen des Stelzhamerbundes (1995)